# Мак-Фёрсон-сквер (станция метро)
Мак-Фёрсон-сквер (англ. McPherson Square) — подземная пересадочная станция Вашингтонгского метро на Синей, Оранжевой и Серебряной линиях. Она представлена двумя боковыми платформами. Станция обслуживается Washington Metropolitan Area Transit Authority. Расположена между Мак-Фёрсон-сквер и Франклин-сквер в Даунтауне с двумя выходами на 1-й улице у Вермонт-стрит и 14-й улицы, Северо-Западный квадрант Вашингтона. Это важнейшая станция для доступа к Белому дому. Пассажиропоток — 5.990 млн. (на 2001 год).
Станция была открыта 1 июля 1977 года.
Открытие станции было совмещено с завершением строительства ж/д линии длиной 19,0 км, соединяющей Национальный аэропорт и РФК Стэдиум и открытием станций Арлингтонское кладбище, Вашингтонский национальный аэропорт имени Рональда Рейгана, Истерн-Маркет, Кристал-сити, Кэпитал-Саут, Л'Энфант плаза, Пентагон, Пентагон-сити, Потомак-авеню, Росслин, Смитсониан, Стэдиум-Армэри, Фаррагут-Уэст, Федерал-Сентер Саут-Уэст, Федерал-Триэнгл и Фогги-Боттом — ДВЮ. Оранжевая линия обслуживает станцию со времени открытия 20 ноября 1978 года. Открытие Серебряной линии запланировано на 2013 год.